# Robert Prince (Videospielkomponist)
Robert „Bobby“ C. Prince III (* vor 1966) ist ein Komponist von Computerspiel-Soundtracks.

## Leben
Er arbeitete in den 1990er Jahren hauptsächlich für id Software und Apogee/3D Realms und kreierte Musik und Klangeffekte für Commander Keen 4-6, Catacomb 3D, Wolfenstein 3D, Spear of Destiny, Doom, Rise of the Triad, Doom 2: Hell on Earth, Duke Nukem II und Duke Nukem 3D sowie weitere Spiele.
Prince besuchte die Universität von Georgia, die er 1966 mit einem Bachelor of Arts in Psychologie abschloss. Für kurze Zeit studierte er dann an der Universität von Georgia, bevor er der Armee beitrat. Nachdem er zurückkam, erlangte er 1972 seinen Doktor in Psychologie und begann, Rechtswissenschaft zu studieren. Schließlich machte er seinen Doktor in diesem Fach. Lange Zeit arbeitete er als Anwalt und begann, sich nebenbei mit MIDI-Musik auseinanderzusetzen. Er arbeitete zusammen mit seinem Bruder mit Cakewalk und Texture.
Unverhofft bekam Robert dann ein Angebot von Scott Miller (Apogee Software), der ihn auf der Stelle einstellte. Ein paar Monate später stellte ihn John Romero von dem damals kleinen Softwarehersteller id Software an.
Einzelne Musikstücke von Spielen wie Doom oder Duke Nukem haben oft Ähnlichkeit zu damals aktuellen Hard-Rock- und Metal-Songs beispielsweise von Pantera (Mouth For War, Rise), Alice in Chains (Them Bones), Metallica (Master of Puppets) oder Slayer (Behind the Crooked Cross) auf. Robert Prince wusste, wie eng Melodien an ihre Vorlage angelehnt sein durften, ohne dass sich daraus Urheberrechtsverletzungen ergaben. In der Tat hat keine der gesampleten Bands jemals rechtliche Schritte eingeleitet. Die Band Megadeth coverte umgekehrt später sogar die Titelmelodie zu Duke Nukem 3D.